# Styrax officinalis
Styrax officinalis is een struik of kleine boom uit de familie Styracaceae. De soort is bladverliezend en kan een groeihoogte bereiken van 5 meter.

## Verspreiding
De soort komt voor in Zuid-Europa (Italië, de Balkan, Griekenland en op de eilanden Kreta en Cyprus) en Zuidwest-Azië (Israël, Jordanië, Syrië en Turkije). Daar groeit hij in open bossen, tussen struikgewas en langs rivieroevers. Daarnaast groeit hij ook op droge rotsachtige hellingen, vaak op kalksteen, tot hoogtes van 1500 meter.

## Gebruik
Uit de takken en de stam wordt een sterkgeurende balsemieke hars gewonnen. Deze is antiseptisch en slijmoplossend en wordt gebruikt voor de vervaardiging van parfums en wierook. De vruchten worden gebruikt voor het maken van rozenkransen.

## Ondersoorten
De soort telt vier ondersoorten:
- Styrax officinalis subsp. californicus
- Styrax officinalis subsp. fulvescens
- Styrax officinalis subsp. jaliscanus
- Styrax officinalis subsp. redivivus

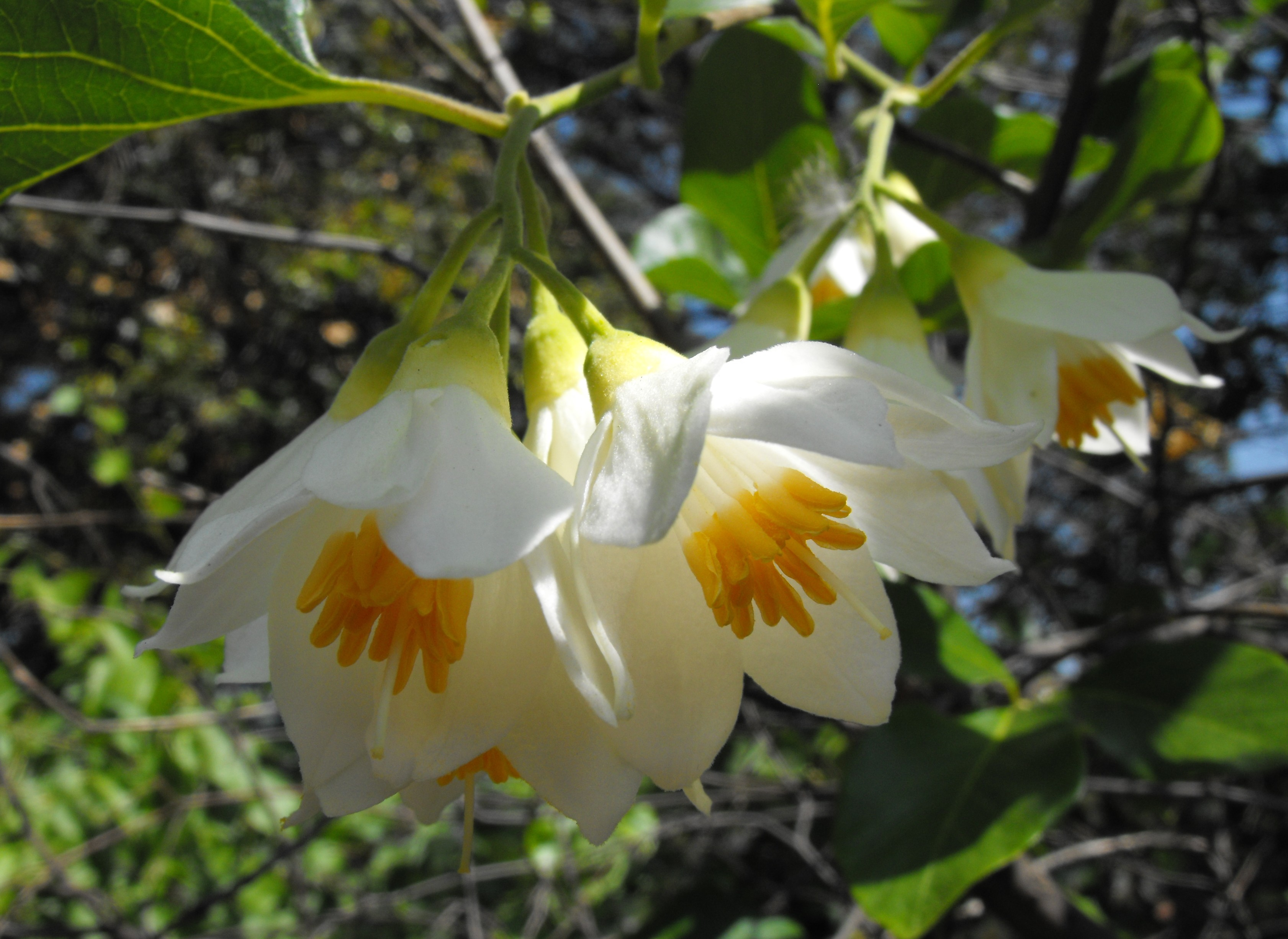
Bloemen
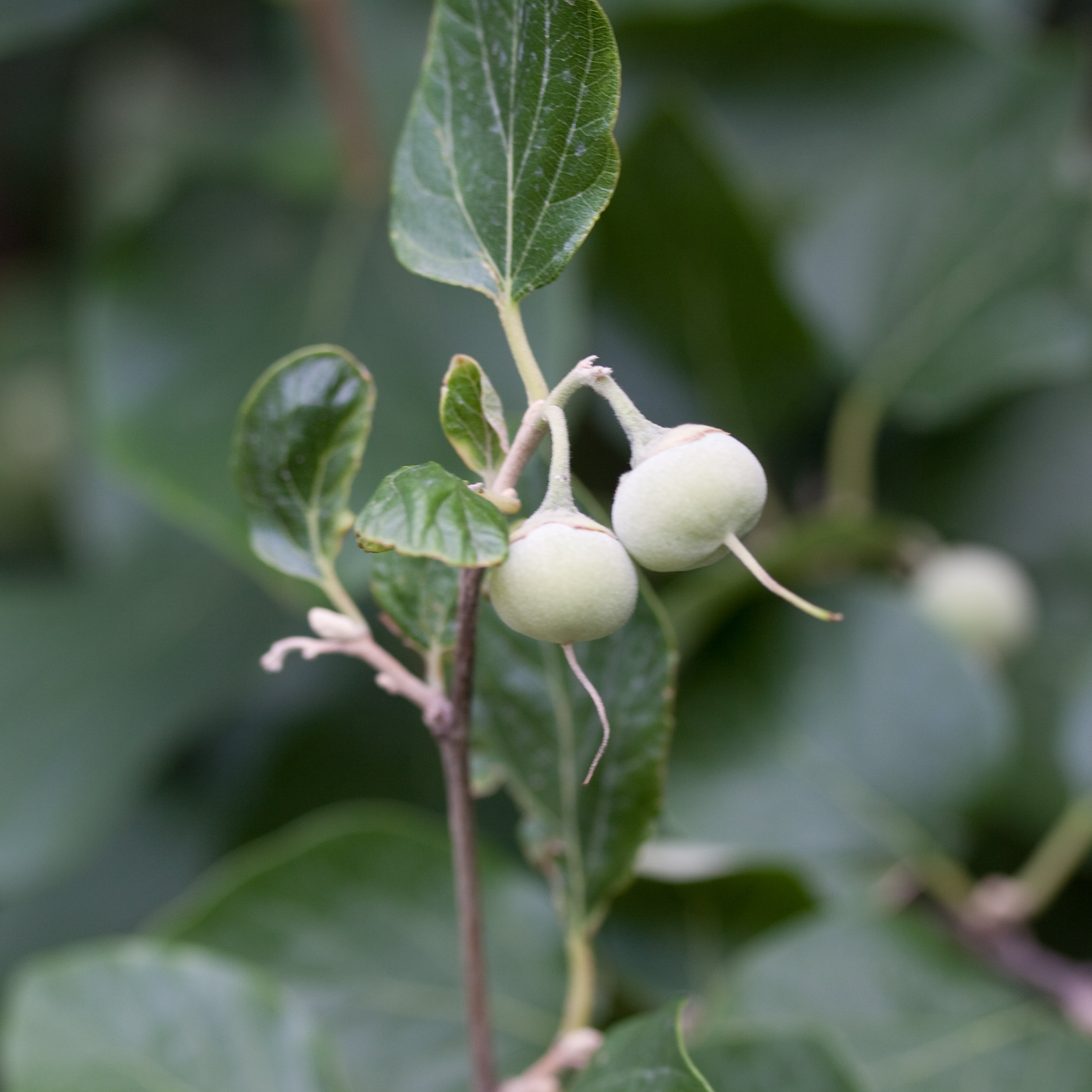
Vruchten